# قرار مجلس الأمن التابع للأمم المتحدة رقم 194
قرار مجلس الأمن التابع للأمم المتحدة رقم 194، الذي اتخذ بالإجماع في 25 سبتمبر 1964، وأكد القرارات السابقة بشأن قبرص وتمديد فترة مرابطة قوة الأمم المتحدة لحفظ السلام في قبرص لمدة 3 أشهر أخرى، تنتهي في 26 ديسمبر 1964.